# دفترچه خاطرات (فیلم ۲۰۰۴)
دفترچهٔ خاطرات (به انگلیسی: The Notebook) فیلمی است از نیک کاساوتیس محصول ایالات متحدهٔ آمریکا است که در سال ۲۰۰۴ از روی رمانی به همین نام نوشتهٔ نیکلاس اسپارکس ساخته شد. از بازیگران این فیلم می‌توان به رایان گاسلینگ و ریچل مک‌آدامز اشاره کرد.

## خلاصه داستان
الی (ریچل مک‌آدامز) که برای گذراندن تعطیلات تابستانی به همراه والدین خود به شهری کوچک رفته، با نوآ (رایان گاسلینگ) آشنا و عاشق همدیگر می‌شوند. اما مادر الی به این عشق بها نمی‌دهد و با در فشار گذاشتن پدر خانواده سعی در از بین بردن رابطه الی و نوآ دارد. پس از پایان تعطیلات تابستانی و بازگشت الی به شهر، نوآ شروع به فرستادن نامه به او می‌کند اما با جلوگیری مادر الی از رسیدن نامه‌های نوآ به او، کم‌کم خاطره عشق آن دو کمرنگ می‌شود. پس از ورود آمریکا به جنگ جهانی دوم، نوا داوطلبانه به جبهه می‌رود و الی به پرستاری از سربازان می‌پردازد. الی با سربازی زخمی به نام لون هوموند آشنا و عاشق او می‌شود. خانواده او نیز به ازدواج آن دو رضایت دارند، چون لون جوانی ثروتمند است. اما چند روز مانده به ازدواج آن دو، الی عکسی از نوا در روزنامه می‌بیند، الی به دیدن نوا می‌رود و متوجه می‌شود نوا در تمام این سال‌ها عاشق او مانده‌است.

## بازیگران
- رایان گاسلینگ در نقش نوا
- ریچل مک‌آدامز در نقش الی
- جیمز گارنر در نقش دوک (نوای پیر)
- جنا رولندز در نقش خانم همیلتون (الی پیر)
- جوآن آلن در نقش آن همیلتون
- جیمز مارسدن در نقش لون هوموند جوان
- جیمی آن آلمن در نقش مارتا شاو
- سام شپارد در نقش فرانک کالهون
- هدر والکوئیست در نقش سارا توفینگتون
- دیوید تورنتون در نقش جان همیلتون
- کوین کانلی در نقش فین
- اوبا باباتونده در نقش رهبر گروه موسیقی
- مارک جانسوندر نقش عکاس